# Dore Hoyer
Dore Hoyer (Dresda, 12 dicembre 1911 – Berlino, 31 dicembre 1967) è stata una ballerina e coreografa tedesca. È considerata una delle più importanti ballerine soliste dell'espressionismo. Ispirata da Mary Wigman, sviluppò i suoi programmi da solista e prese parte a molte tournée prima e dopo la seconda guerra mondiale. Wigman la definì "l'ultima grande ballerina moderna d'Europa".

## Biografia
Nata in una famiglia operaia, sin da giovane imparò la ritmica e la ginnastica. Si formò nello stile di Hellerau-Laxenburg tra il 1927 e il 1928, prima di studiare danza espressionista (in tedesco: Ausdruckstanz) per un anno con Gret Palucca tra il 1929 e il 1930. Nel 1931 fu ingaggiata come solista a Plauen e nel 1933 si spostò a Oldenburg. Nel 1932 incontrò e si innamorò del diciottenne Peter Cieslak, il quale compose una serie di brani di danza per Hoyer. Cieslak morì il 5 aprile 1935, presumibilmente per suicidio.
Tra il 1935 e il 1936, con il gruppo di ballo guidato da Mary Wigman, Hoyer prese parte ad una tournée in Germania, nei Paesi Bassi, in Danimarca e in Svezia. Nel 1937 fu ritratta dal pittore espressionista Hans Grundig in una desolata strada di campagna al crepuscolo, completamente solo nell'oscurità crescente.
Dal 1940 al 1941 Hoyer si unì alla Deutsche Tanzbühne di Hans Niedecken Gebhard a Berlino. Durante la seconda guerra mondiale si esibì in varie località, tra cui Graz nel 1943. Dopo la guerra rilevò quella che era stata la Mary Wigman-Schule di Dresda, ribattezzandola con il nome di D.-Hoyer-Studio. Questa scuola era stata sequestrata da Mary Wigman per motivi politici. Hoyer condivideva con Käthe Kollwitz l'avversione alla violenza e all'elitarismo, praticando piuttosto l'empatia con i meno privilegiati. Nel 1948 il D.-Hoyer-Studio cessò le sue attività, poiché la riforma della valuta tedesca rese difficile la sopravvivenza dei gruppi non sovvenzionati dallo stato.
Nel 1949 Hoyer divenne direttrice del balletto dell'Opera di Amburgo, dove le fu concessa completa libertà artistica.
Visse a Mannheim (1952), a Ulm (1954), ad Atene (1956), a Berlino (1957), a Salisburgo (1963) e a Francoforte (1965). Nel 1963 prese parte a cinque tournée in Sud America e dal 1962 cominciò a tenere conferenze all'Accademia d'arte di Amburgo.
Il suo ciclo coreografico Affectos Humanos (1962) fu composto dal suo collaboratore di lunga data Dimitri Wiatowitsch. Esso consiste in cinque danze, ciascuna incentrata su uno dei 48 tipi di affetti umani identificati negli scritti filosofici di Spinoza: Eitelkeit (vanità), Begierde (lussuria), Angst (paura), Hass (odio) e Liebe (amore). L'opera, una composizione di movimento altamente tecnica e astratta che prefigura stili di danza postmoderni, è stata studiata e ricostruita solo nel 2010.
Hoyer si esibì per l'ultima volta il 18 dicembre 1967 al Theater des Westens di Berlino. Sostenne tutti i costi dello spettacolo, che era stato mal assistito. Indebitata e di fronte al fatto che non sarebbe più stata in grado di ballare a causa di un infortunio al ginocchio, si suicidò a Berlino il 31 dicembre 1967. In una delle ultime lettere che scrisse prima di morire si legge: "Solo nella danza potevo comunicare".
Dopo la sua morte, le carte e gli archivi di Hoyer furono conservati da Waltraud Luley, esecutrice del suo patrimonio, che in seguito li donò al Deutsches Tanzarchiv di Colonia.